# Cnezatul Kievului
Cnezatul Kievului (în ucraineană Київське князівство, transliterat: Kniivske kneazivstvo) a fost un stat al slavilor de est medievali, situat în regiunile centrale ale Ucrainei de astăzi, mai exact în jurul orașului Kiev (Kîiv).
Principatul s-a format în cursul procesului de fragmentare politică a Rusiei Kievene la începutul secolului al XII-lea. Ca urmare a acestui proces, stăpânirea efectivă a marilor cneji ai Kievului a fost redusă treptat la regiunile centrale ale Rusiei Kievene (în jurul capitalei Kiev), formând astfel un domeniu princiar redus, cunoscut sub numele de Principatul Kievului. A existat ca o organizație politică până la mijlocul secolului al XIV-lea.